# Rebel: Thief Who Stole the People
Rebel: Thief Who Stole the People (Hangul: 역적: 백성을 훔친 도적; RR: Yeokjuk: baegseong-eul humchin dojeog, también conocida como The Rebel), es una serie de televisión surcoreana transmitida del 30 de enero de 2017 hasta el 16 de mayo de 2017, a través de MBC.

## Sinopsis
La serie está ambientada durante el reinado del tirano Rey Yeonsangun y cuenta la historia de Hong Gil-dong, el hijo de Hong-ah Mo-gae, un sirviente que roba a los ricos para darle a los pobres, y quien pronto emprende un viaje para convertirse en el primer activista revolucionario de Joseon.
Gil-dong, es el segundo hijo de Mo-gae, de pequeño demuestra una fuerza extraordinaria, por lo que su padre le dice que debe esconderla si quiere sobrevivir en la sociedad Joseon. Cuando su padre pierde a su esposa Geum-ok, a manos del noble al que ha servido toda su vida, lo mata y consigue huir a una tierra lejana donde establece una colonia de bandidos que se vuelve próspera mediante el comercio y en donde sus hombres ayudan a proteger al pueblo de los oficiales corruptos del gobierno.
Al ser hijo de un esclavo, Gil-dong tiene cero oportunidades de lograr obtener un trabajo legítimo dentro de la sociedad Joseon, por lo que se convierte en un comerciante viajero. Durante uno de sus viajes, conoce y se enamora de Jang Nok-soo, una artista gisaeng. Sin embargo cuando Gil-dong no regresa de uno de sus viajes, Nok-soo cree que la ha abandonado, por lo que decide entrar al palacio real, donde cautiva al tirano Lee Yoong, el Rey Yeonsangun, un hombre que oprime la vida de la gente común y se convierte en su fiel consorte.
Mientras tanto, Gil-dong tiene que regresar a la colonia de su padre y volverse el líder de la banda de contrabandistas, luego de que su padre fuera atacado y torturado por oficiales corruptos del gobierno. Molesto por lo sucedido, Gil-dong decide regresar y vengarse de los responsables de las muertes y desgracias de su familia, mientras intenta proteger al pueblo de la tiranía injusta del Rey. Y en el proceso encuentra un nuevo amor en Song Ga-ryung, quien desde hace tiempo ha estado enamorada de él.

## Reparto

### Personajes principales
| Actor                      | Personaje                    | N.º de episodios | Notas |
| -------------------------- | ---------------------------- | ---------------- | --- |
| Yoon Kyun-sang Lee Ro-woon | Hong Gil-dong                | 30               | Es un forajido coreano durante la dinastía Joseon. Cuando era pequeño tuvo que separarse de sus hermanos Hong Gil-hyun y Hong Uh-ri-ni debido a la tiranía que el rey de la época Choon Won-gun impuso. |
| Chae Soo-bin               | Song Ga-ryung                | 30               | Es el interés romántico de Hong Gil-dong y más tarde su esposa. |
| Kim Sang-joong             | Hong-ah Mo-gae               | 30               | Es el padre de Hong Gil-hyun, Hong Gil-dong y Hong Uh-ri-ni. Es un brillante y ambicioso esclavo que se libera y logra convertirse en el líder de los Ilkhwari.                                         |
| Kim Ji-seok                | Lee Yoong, Rey Yeonsangun    | 30               | Es el Príncipe Heredero, quien más tarde se convierte en el tirano y opresor Rey Yeonsangun de Joseon.                                                                                                  |
| Lee Ha-nee                 | Jang Nok-soo                 | 30               | Es la consorte del Príncipe Heredero Yeonsangun y el primer amor de Hong Gil-dong. |
| Shim Hee-sub Lee Do-hyun   | Hong Gil-hyun / Park Ha-sung | -                | Es el hijo mayor de Mo-gae y hermano mayor de Gil-dong. |

### Personajes secundarios
| Actor                     | Personaje                        | N.º de episodios | Notas |
| ------------------------- | -------------------------------- | ---------------- | --- |
| Park Jun-gyu              | Hong So Boo-ri                   | -                | |
| Lee Jun-hyeok             | Hong Yong-gae                    | -                | |
| Kim Do-yoon               | Hong Se-gul                      | -                | |
| Lee Ho-chul               | Hong Kkeut-shwe                  | -                | |
| Heo Jung-do               | Hong Bub-ryang                   | -                | Es un monje. |
| Park Soo-young            | Kim Ja-won                       | -                | Es un eunuco. |
| Ahn Nae-sang              | Song Do-hwan                     | -                | Es un hombre que dirige el grupo antigubernamental "Sugidan". Do-hwan considera que la gente del país debe ser reformada, por lo que se interpone en el camino del revolucionario Hong Gil-dong.                         |
| Kim Jung-tae              | Lee Jung, Príncipe Choon Won-gun | -                | Es un hombre que está en medio de varias actividades delictivas. Tiene una larga historia con Hong Gil-dong y su padre.                                                                                                  |
| Seo Yi-sook               | Lady Jo                          | -                | Es la esposa de Jo Cham-bong. |
| Park Eun-seok Kim Ye-joon | Jo Soo-hak                       | -                | Es el hijo de Jo Cham-bong y enemigo de Hong Gil-dong. |
| Hwang Seok-jeong          | Wol Ha-mae                       | -                | Es una mujer que forma una alianza secreta con el Rey Yeonsangun. |
| Kim Byeong-ok             | Uhm Ja-chi                       | -                | Es un magistrado secretario de tercera generación que más tarde se convierte en el magistrado de la ciudad con la ayuda de Hong-ah Mo-gae.                                                                               |
| Kim Jung-hyun             | Mo-ri                            | -                | Es la mano derecha de Heo Tae-hak, quien se convierte en el rival de Hong Gil-dong. |
| Kim Tae-han               | Heo Tae-hak                      | -                | Es un matón y el rival de Hong-ah Mo-gae. |
| Kim Ha-eun                | Jeok Sun-ah                      | -                | |
| Jung Da-bin               | Ok-ran                           | -                | |
| Lee Soo-min Jung Soo-in   | Hong Uh-ri-ni / Sang-hwa         | -                | Es la hija menor de Hong-ah Mo-gae y hermana menor de Hong Gil-dong y Hong Gil-hyun. |
| Choi Dae-chul             | Príncipe Pyung-sung              | -                | |
| Kim Hee-jung              | Baek-gyeon                       | -                | |
| Jo Yi-hyun                | Park Nam-hee                     | -                | |
| Ahn Suk-hwan              | No Sa-shin                       | -                | |
| Shin Eun-jung             | Geum-ok                          | -                | Es la esposa de Hong-ah Mo-gae y la madre de Hong Gil-dong, Hong Gil-hyun y Hong Uh-ri-ni. Trata a su esposo como si fuera oro y educa a sus hijos con mucho cariño. Geum-ok muere mientras da a luz a su hija Uh-ri-ni. |
| Son Jong-hak              | Lord Jo Cham-bong                | -                | Es el padre de Jo Soo-hak. |
| Choi Moo-sung             | Rey Seongjong                    | -                | Es el Rey Seongjong de Joseon. |
| Lee Gyu-sub               | Yang Se-joon                     | -                | |
| Kim Yong-woon             | Yeok-juk                         | -                | |
| Choi Gyo-shik             | Dong-chun                        | -                | |
| Yoo Joo-won               | Gom-yi                           | -                | Es el hijo de Jang Nok-soo. |
| Son Gun-woo               | Seong Hee-an                     | -                | |
| Lee Kwang-se              | Yeom Sang-goo                    | -                | |
| Seo Hye-jin               | Geum-nang                        | -                | |
| Song Jae-ha               | Lee Eok-gong                     | -                | |
| Lee Tae-kyung Jo Hyun-do  | Hong Eob-san                     | -                | |
| Kim Jeong-hak             | Magistrado Kang                  | -                | Es un magistrado. |
| Shim Eun-woo              | -                                | -                | Es una chamán. |
| Kim Kyung-ryong           | -                                | -                | Es el padre de Hong Eob-san. |

### Otros personajes
| Actor            | Personaje   | Episodio(s) donde apareció | Notas                                                                             |
| ---------------- | ----------- | -------------------------- | --------------------------------------------------------------------------------- |
| Park Noh-shik    | -           | -                          | Es un padre.                                                                      |
| Park Kwi-soon    | -           | -                          | Es un monje del templo que lucha.                                                 |
| Baek In-kwon     | -           | -                          | Es el subordinado de Heo Tae-hak.                                                 |
| Kim Shi-eun      | -           | 1                          | Es una pequeña esclava.                                                           |
| Ahn Soo-ho       | -           | 5                          | Es un ambulante contando historias.                                               |
| Sung In-ja       | -           | 21                         | Es una aldeana.                                                                   |
| Sung Nak-kyung   | -           | 28, 30                     | Es un prisionero en Sugwidan con máscara blanca.                                  |
| Moon Tae-soo     | -           | 28, 30                     | Es un prisionero en Sugwidan con máscara blanca.                                  |
| Byun Joo-hyun    | Sato        | -                          |                                                                                   |
| Lee Chung-mi     | Han-deok    | -                          |                                                                                   |
| Jung Dong-geun   | Lee Jong-su | -                          |                                                                                   |
| Lee Won-jin      | Yu-saeng    | -                          |                                                                                   |
| Lee Seung-joon   | -           | -                          | Es un aristócrata.                                                                |
| Kim Kang-il      | -           | -                          | Es un bárbaro.                                                                    |
| Shin Yoo-ram     | -           | -                          | Es un bárbaro.                                                                    |
| Shin Shin-beom   | -           | -                          | Es un ciudadano.                                                                  |
| Yoo Ji-hyuk      | -           | -                          | Es un aldeano.                                                                    |
| Kim Yoon-joo     | -           | -                          |                                                                                   |
| Kwak Na-yeon     | -           | -                          |                                                                                   |
| Oh Jung-tae      | -           | -                          | Es un portero que toma dinero de Hong-ah Mo-gae.                                  |
| Kim Wan-gi       | -           | -                          | Es un portero que toma dinero de Hong-ah Mo-gae.                                  |
| Byun Jin-soo     | -           | -                          | Es un esclavo golpeado hasta la muerte.                                           |
| Kim Kwang-hyun   | -           | -                          | Es un comandante del ejército del gobierno.                                       |
| Park Yun-ho      | -           | -                          | Es un miembro del grupo de "rebeldes" de Hong Gil-dong.                           |
| Kim Dae-kyung    | -           | -                          | Es un hombre de la montaña y un miembro del grupo de "rebeldes" de Hong Gil-dong. |
| Noh Shi-hong     | -           | -                          | s un hombre de la montaña y un miembro del grupo de "rebeldes" de Hong Gil-dong.  |
| Lee Ji-won       | Moo San-ah  | -                          |                                                                                   |
| Yeo Moo-young    | -           | -                          |                                                                                   |
| Kim Jong-goo     | -           | -                          |                                                                                   |
| Song Ji-hyun     | -           | -                          |                                                                                   |
| Lee Soon-won     | -           | -                          |                                                                                   |
| Nam Sang-ji      | -           | -                          |                                                                                   |
| Park Ki-ryung    | -           | -                          |                                                                                   |
| Dong Yoon-seok   | -           | -                          |                                                                                   |
| Seo Wang-seok    | -           | -                          |                                                                                   |
| Lee Jae-wook     | -           | -                          |                                                                                   |
| Hwang In-joon    | -           | -                          |                                                                                   |
| Seo Kwang-jae    | -           | -                          |                                                                                   |
| Hwang Sang-kyung | -           | -                          |                                                                                   |
| Kang Hui         | Yeong-hui   | -                          |                                                                                   |
| Ryu Dae-shik     | -           | -                          |                                                                                   |
| Park Geon-rak    | -           | -                          |                                                                                   |
| Jo Wan-ki        | -           | -                          |                                                                                   |
| Son Sung-chan    | -           | -                          |                                                                                   |
| Lee Dong-yong    | -           | -                          |                                                                                   |
| Kim Hyun         | -           | -                          |                                                                                   |
| Cha Geon-woo     | -           | -                          |                                                                                   |
| Yoon Soon-hong   | -           | -                          |                                                                                   |
| Kwon Hyuk-soo    | -           | -                          |                                                                                   |
| Byeon Woo-jong   | -           | -                          |                                                                                   |
| Kim Bum-suk      | -           | -                          |                                                                                   |
| Park Eung-su     | -           | -                          |                                                                                   |
| Kang Hak-soo     | -           | -                          |                                                                                   |
| Tae Won-seok     | -           | -                          |                                                                                   |
| Kim Oh-bok       | -           | -                          |                                                                                   |
| Hong Boo-hyang   | -           | -                          |                                                                                   |
| Sung Hyun-mi     | -           | -                          |                                                                                   |
| Yoo Ha-bok       | -           | -                          |                                                                                   |
| Song Yo-sep      | -           | -                          |                                                                                   |
| Park Seong-kyun  | -           | -                          |                                                                                   |
| Lee Hyun-wook    | -           | -                          |                                                                                   |
| Han Sang-gil     | -           | -                          |                                                                                   |

### Apariciones especiales
| Actor         | Personaje | Episodio(s) donde apareció | Notas                          |
| ------------- | --------- | -------------------------- | ------------------------------ |
| Moon Sook     | -         | -                          |                                |
| Park Na-rae   | -         | -                          | Es una intérprete.             |
| Ahn Bo-hyun   | -         | -                          | Es uno de los eunucos del Rey. |
| Hong Yoon-hwa | -         | 5                          |                                |

## Episodios
La serie estuvo conformada por treinta episodios, los cuales fueron emitidos todos los lunes y martes a las 22:00 (KST).
Debido al debate presidencial de Corea del Sur, el episodio 28 no fue emitido el 2 de mayo como se tenía agendado, por lo que fue reprogramado para ser emitido el 8 de mayo de 2017. Mientras que el episodio 29 no se emitió el 9 de mayo debido a la cobertura de noticias de las elecciones presidenciales, por lo que fue emitida el 15 de mayo del mismo año.

### Ratings
Los números en color rojo indican las calificaciones más bajas, mientras que los números en azul indican las calificaciones más altas.
| No. de episodio | Fecha de emisión      | Participación promedio de audiencia | Participación promedio de audiencia | Participación promedio de audiencia | Participación promedio de audiencia | Participación promedio de audiencia |
| No. de episodio | Fecha de emisión      | TNmS Ratings                        | TNmS Ratings                        | AGB Nielsen Ratings                 | AGB Nielsen Ratings                 | AGB Nielsen Ratings                 |
| No. de episodio | Fecha de emisión      | Nacional                            | Área de la capital nacional de Seúl | Nacional                            | Área de la capital nacional de Seúl | Punta                               |
| --------------- | --------------------- | ----------------------------------- | ----------------------------------- | ----------------------------------- | ----------------------------------- | ----------------------------------- |
| 1               | 30 de enero de 2017   | 8.3% (20.ª)                         | 8.2% (17.ª)                         | 8.9% (NR)                           | 9.1% (16.ª)                         | 11.0%                               |
| 2               | 31 de enero de 2017   | 8.4% (17.ª)                         | 9.3% (8.ª)                          | 10.0% (8.ª)                         | 10.2% (6.ª)                         | 12.1%                               |
| 3               | 6 de febrero de 2017  | 9.9% (12.ª)                         | 11.3% (5.ª)                         | 10.5% (7.ª)                         | 10.8% (5.ª)                         | 13.3%                               |
| 4               | 7 de febrero de 2017  | 11.4% (7.ª)                         | 12.5% (5.ª)                         | 12.3% (5.ª)                         | 12.3% (5.ª)                         | 14.5%                               |
| 5               | 13 de febrero de 2017 | 9.8% (11.ª)                         | 11.8% (5.ª)                         | 10.7% (7.ª)                         | 10.9% (6.ª)                         | 12.9%                               |
| 6               | 14 de febrero de 2017 | 9.1% (10.ª)                         | 10.9% (5.ª)                         | 10.6% (8.ª)                         | 11.1% (5.ª)                         | 12.9%                               |
| 7               | 20 de febrero de 2017 | 9.4% (10.ª)                         | 11.4% (5.ª)                         | 11.4% (5.ª)                         | 11.9% (5.ª)                         | 13.3%                               |
| 8               | 21 de febrero de 2017 | 9.4% (9.ª)                          | 10.9% (5.ª)                         | 11.5% (5.ª)                         | 12.1% (5.ª)                         | 14.0%                               |
| 9               | 27 de febrero de 2017 | 10.6% (7.ª)                         | 11.7% (5.ª)                         | 11.7% (5.ª)                         | 12.0% (5.ª)                         | 14.3%                               |
| 10              | 28 de febrero de 2017 | 11.4% (7.ª)                         | 11.9% (5.ª)                         | 12.5% (5.ª)                         | 13.4% (5.ª)                         | 15.2%                               |
| 11              | 6 de marzo de 2017    | 8.9% (12.ª)                         | 10.0% (5.ª)                         | 10.3% (8.ª)                         | 10.6% (6.ª)                         | 12.1%                               |
| 12              | 7 de marzo de 2017    | 9.5% (11.ª)                         | 10.5% (6.ª)                         | 10.5% (7.ª)                         | 10.5% (5.ª)                         | 12.0%                               |
| 13              | 13 de marzo de 2017   | 9.8% (10.ª)                         | 10.5% (6.ª)                         | 10.6% (7.ª)                         | 10.5% (5.ª)                         | 12.3%                               |
| 14              | 14 de marzo de 2017   | 9.7% (7.ª)                          | 10.5% (5.ª)                         | 10.4% (7.ª)                         | 10.3% (5.ª)                         | 11.0%                               |
| 15              | 20 de marzo de 2017   | 9.6% (12.ª)                         | 10.7% (7.ª)                         | 9.7% (7.ª)                          | 9.3% (9.ª)                          | 10.9%                               |
| 16              | 21 de marzo de 2017   | 8.9% (11.ª)                         | 9.7% (6.ª)                          | 8.8% (7.ª)                          | 8.9% (6.ª)                          | 10.0%                               |
| 17              | 27 de marzo de 2017   | 11.9% (7.ª)                         | 12.3% (5.ª)                         | 13.8% (5.ª)                         | 14.3% (5.ª)                         | 15.9%                               |
| 18              | 28 de marzo de 2017   | 12.3% (7.ª)                         | 13.1% (5.ª)                         | 13.9% (4.ª)                         | 14.8% (5.ª)                         | 16.3%                               |
| 19              | 3 de abril de 2017    | 11.2% (7.ª)                         | 11.6% (5.ª)                         | 12.9% (5.ª)                         | 13.7% (5.ª)                         | 15.7%                               |
| 20              | 4 de abril de 2017    | 12.8% (5.ª)                         | 14.1% (5.ª)                         | 12.5% (5.ª)                         | 12.6% (5.ª)                         | 15.7%                               |
| 21              | 10 de abril de 2017   | 11.5% (7.ª)                         | 12.6% (5.ª)                         | 12.7% (5.ª)                         | 13.1% (5.ª)                         | 15.0%                               |
| 22              | 11 de abril de 2017   | 12.5% (7.ª)                         | 13.8% (5.ª)                         | 13.0% (5.ª)                         | 13.1% (5.ª)                         | 15.7%                               |
| 23              | 17 de abril de 2017   | 13.0% (5.ª)                         | 14.2% (5.ª)                         | 13.5% (5.ª)                         | 14.2% (5.ª)                         | 16.0%                               |
| 24              | 18 de abril de 2017   | 13.0% (6.ª)                         | 14.2% (5.ª)                         | 13.3% (5.ª)                         | 14.0% (5.ª)                         | 15.6%                               |
| 25              | 24 de abril de 2017   | 11.6% (7.ª)                         | 12.6% (5.ª)                         | 12.1% (5.ª)                         | 12.6% (5.ª)                         | 14.1%                               |
| 26              | 25 de abril de 2017   | 11.6% (5.ª)                         | 12.8% (5.ª)                         | 12.4% (4.ª)                         | 12.7% (4.ª)                         | 14.3%                               |
| 27              | 1 de mayo de 2017     | 12.6% (5.ª)                         | 14.7% (4.ª)                         | 13.0% (5.ª)                         | 13.7% (4.ª)                         | 15.9%                               |
| 28              | 8 de mayo de 2017     | 13.3% (5.ª)                         | 15.4% (4.ª)                         | 12.3% (5.ª)                         | 12.4% (5.ª)                         | 15.8%                               |
| 29              | 15 de mayo de 2017    | 11.7% (7.ª)                         | 12.5% (5.ª)                         | 12.1% (6.ª)                         | 12.8% (5.ª)                         | 13.9%                               |
| 30              | 16 de mayo de 2017    | 13.8% (4.ª)                         | 15.6% (4.ª)                         | 14.4% (5.ª)                         | 15.1% (5.ª)                         | 17.0%                               |
| Promedio        | Promedio              | 10.8%                               | 12.0%                               | 11.7%                               | 12.1%                               | 13.9%                               |

## Música
El OST de la serie está conformado por las siguientes canciones:

### Parte 1
| No. | Intérprete   | Canción                                            | Letra      | Música     | Duración |
| --- | ------------ | -------------------------------------------------- | ---------- | ---------- | -------- |
| 1   | Jeon In-kwon | "If Spring Comes" (봄이 온다면) (versión original) | Ahn Ye-eun | Ahn Ye-eun | 4:36     |
| 2   | Jeon In-kwon | "Forgotten" (versión del drama)                    | -          | Ahn Ye-eun | 4:31     |
| 3   |              | "Forgotten" (Inst.)                                | -          | Ahn Ye-eun | 4:31     |

### Parte 2
| No. | Intérpretes | Canción                                             | Letra       | Música                    | Duración |
| --- | ----------- | --------------------------------------------------- | ----------- | ------------------------- | -------- |
| 1   | Ahn Ye-eun  | "If Spring Comes" (봄이 온다면) (versión del drama) | Ahn Ye-eun  | Ahn Ye-eun                | 3:31     |
| 2   | Lee Ha-nee  | "Which Way" (길이 어데요) (versión del drama)       | Kim Soo-han | Kim Soo-han y Fara Effect | 2:56     |
| 3   |             | "If Spring Comes" (Inst.) (versión del drama)       | -           | Ahn Ye-eun                | 3:31     |
| 4   |             | "Which Way" (Inst.)                                 | -           | Kim Soo-han y Fara Effect | 2:56     |

### Parte 3
| No. | Intérprete | Canción                 | Letra | Música | Duración |
| --- | ---------- | ----------------------- | ----- | ------ | -------- |
| 1   | U Sung-eun | "Your Flower" (그대 꽃) | VIP   | VIP    | 4:32     |
| 2   |            | "Your Flower" (Inst.)   | -     | VIP    | 4:32     |

### Parte 4
| No. | Intérprete | Canción                                   | Letra                              | Música                     | Duración |
| --- | ---------- | ----------------------------------------- | ---------------------------------- | -------------------------- | -------- |
| 1   | Minzy      | "I Wanted To Love" (사랑하고 싶었던 거야) | Shin Jae-hong, Shin Hyung y Rapsta | Shin Jae-hong y Shin Hyung | 3:26     |
| 2   |            | "I Wanted To Love" (Inst.)                | -                                  | Shin Jae-hong y Shin Hyung | 3:26     |

### Parte 5
| No. | Intérprete | Canción               | Letra      | Música     | Duración |
| --- | ---------- | --------------------- | ---------- | ---------- | -------- |
| 1   | Ahn Ye-eun | "Magic Lily" (상사화) | Ahn Ye-eun | Ahn Ye-eun | 5:26     |
| 2   |            | "Magic Lily" (Inst.)  | -          | Ahn Ye-eun | 5:26     |

### Parte 6
| No. | Intérprete  | Canción                    | Letra      | Música                    | Duración |
| --- | ----------- | -------------------------- | ---------- | ------------------------- | -------- |
| 1   | Choi Yoon-a | "That's Love" (사랑이라고) | Ahn Ye-eun | Kim Jin-hwan y Ahn Ye-eun | 4:44     |
| 2   |             | "That's Love" (Inst.)      | -          | Kim Jin-hwan y Ahn Ye-eun | 4:44     |

### Parte 7
| No. | Intérprete     | Canción                                                    | Letra      | Música                    | Duración |
| --- | -------------- | ---------------------------------------------------------- | ---------- | ------------------------- | -------- |
| 1   | Kim Sang-joong | "Spring Of Ilkhwari" (익화리의 봄)                         | Ahn Ye-eun | Ahn Ye-eun y Kim Jin-hwan | 4:10     |
| 2   | Kim Sang-joong | "Spring Of Ilkhwari" (versión narrativa de Hong-ah Mo-gae) | -          | Ahn Ye-eun y Kim Jin-hwan | 4:10     |
| 3   |                | "Spring Of Ilkhwari" (Inst.)                               | -          | Ahn Ye-eun y Kim Jin-hwan | 4:10     |

### Parte 8
| No. | Intérpretes                 | Canción                          | Letra      | Música                     | Duración |
| --- | --------------------------- | -------------------------------- | ---------- | -------------------------- | -------- |
| 1   | Jambinai feat. Park Min-hee | "Nightly Rain" (담담히 적시고나) | Lee Il-woo | Park Min-hee y Kim Soo-han | 4:11     |
| 2   |                             | "Nightly Rain" (Inst.)           | -          | Park Min-hee y Kim Soo-han | 4:11     |

### Parte 9
| No. | Intérprete    | Canción           | Letra      | Música                  | Duración |
| --- | ------------- | ----------------- | ---------- | ----------------------- | -------- |
| 1   | Yeon Kyu-sung | "New Day" (새날)  | Ahn Ye-eun | Ahn Ye-eun y Haerobwang | 5:12     |
| 2   |               | "New Day" (Inst.) | -          | Ahn Ye-eun y Haerobwang | 5:12     |

### Parte 10
| No. | Intérprete   | Canción                    | Letra      | Música                    | Duración |
| --- | ------------ | -------------------------- | ---------- | ------------------------- | -------- |
| 1   | Chae Soo-bin | "That's Love" (사랑이라고) | Ahn Ye-eun | Kim Jin-hwan y Ahn Ye-eun | 4:44     |
| 2   |              | "That's Love" (Inst.)      | -          | Kim Jin-hwan y Ahn Ye-eun | 4:44     |

## Premios y nominaciones
| Año  | Categoría                                               | Premio                      | Nominado(s)                         | Resultado |
| ---- | ------------------------------------------------------- | --------------------------- | ----------------------------------- | --------- |
| 2018 | Mejor actor                                             | 54th Baeksang Arts Award    | Kim Sang-joong                      | Nominado  |
| 2017 | Gran Premio (Daesang)                                   | 36th MBC Drama Award        | Kim Sang-joong                      | Ganó      |
| 2017 | Top Excellence Award, Actor in a Monday-Tuesday Drama   | 36th MBC Drama Award        | Yoon Kyun-sang                      | Nominado  |
| 2017 | Top Excellence Award, Actor in a Monday-Tuesday Drama   | 36th MBC Drama Award        | Kim Sang-joong                      | Nominado  |
| 2017 | Top Excellence Award, Actress in a Monday-Tuesday Drama | 36th MBC Drama Award        | Lee Ha-nee                          | Ganó      |
| 2017 | Excellence Award, Actress in a Monday-Tuesday Drama     | 36th MBC Drama Award        | Chae Soo-bin                        | Ganó      |
| 2017 | Golden Acting Award, Actor in a Monday-Tuesday Drama    | 36th MBC Drama Award        | Kim Byeong-ok                       | Nominado  |
| 2017 | Golden Acting Award, Actress in a Monday-Tuesday Drama  | 36th MBC Drama Award        | Seo Yi-sook                         | Ganó      |
| 2017 | Mejor actor revelación                                  | 36th MBC Drama Award        | Shim Hee-sub                        | Nominado  |
| 2017 | Mejor actor revelación                                  | 36th MBC Drama Award        | Kim Jung-hyun                       | Ganó      |
| 2017 | Mejor actriz revelación                                 | 36th MBC Drama Award        | Lee Soo-min                         | Nominada  |
| 2017 | Best Young Actor                                        | 36th MBC Drama Award        | Lee Ro-woon                         | Ganó      |
| 2017 | Mejor actriz infantil                                   | 36th MBC Drama Award        | Jung Soo-in                         | Nominada  |
| 2017 | Popularity Award, Actor                                 | 36th MBC Drama Award        | Yoon Kyun-sang                      | Nominado  |
| 2017 | Popularity Award, Actress                               | 36th MBC Drama Award        | Lee Ha-nee                          | Nominada  |
| 2017 | Best Character Award, Fighting Spirit Acting            | 36th MBC Drama Award        | Kim Sang-joong                      | Nominado  |
| 2017 | Writer of the Year                                      | 36th MBC Drama Award        | Hwang Jin-young                     | Ganó      |
| 2017 | Serie del año                                           | 36th MBC Drama Award        | "Rebel: Thief Who Stole the People" | Ganó      |
| 2017 | Mejor serie                                             | 2017 Asian Television Award | "Rebel: Thief Who Stole the People" | Nominado  |
| 2017 | Commended Prize                                         | ABU Prizes                  | "Rebel: Thief Who Stole the People" | Ganó      |
| 2017 | Mejor actriz de reparto                                 | 1st The Seoul Award         | Lee Ha-nee                          | Ganó      |
| 2017 | Mejor actor                                             | 1st The Seoul Award         | Yoon Kyun-sang                      | Nominado  |
| 2017 | Mejor actor de reparto                                  | 1st The Seoul Award         | Kim Ji-seok                         | Nominado  |
| 2017 | Mejor serie                                             | 1st The Seoul Award         | "Rebel: Thief Who Stole the People" | Nominado  |
| 2017 | Gran Premio (Daesang)                                   | 10th Korea Drama Award      | Kim Sang-joong                      | Ganó      |
| 2017 | Excellence Award, Actor                                 | 10th Korea Drama Award      | Yoon Kyun-sang                      | Nominado  |
| 2017 | Top Excellence Award, Actress                           | 10th Korea Drama Award      | Lee Ha-nee                          | Ganó      |
| 2017 | Top Excellence Award, Actor                             | 10th Korea Drama Award      | Kim Ji-seok                         | Ganó      |
| 2017 | Mejor guion                                             | 10th Korea Drama Award      | Hwang Jin-young                     | Nominado  |
| 2017 | Best Production Director                                | 10th Korea Drama Award      | Kim Jin-man                         | Nominado  |
| 2017 | Mejor serie                                             | 10th Korea Drama Award      | "Rebel: Thief Who Stole the People" | Nominado  |
| 2017 | Mejor serie                                             | 2017 Korea Hallyu Award     | "Rebel: Thief Who Stole the People" | Ganó      |

## Producción
La serie fue creada por Lee Ju-hwan y también es conocida como The Rebel, Rebel Hong Gil Dong y/o Traitor Hong Gil Dong.
La serie fue dirigida por Kim Jin-man (김진만), mientras que el guion estuvo a cargo de Hwang Jin-young (황진영). Por otro lado la producción fue realizada por Namkoong Sung-woo, quien tuvo el apoyo del productor ejecutivo Lee Young-hoon.
La primera lectura de guion fue realizada el 30 de diciembre de 2016 en el edificio MBC Broadcasting Station en Sangam, Corea del Sur.
La serie contó con el apoyo de las compañías de producción Hunus Entertainment y Hong Gil-dong SPC.

### Recepción
La serie fue un éxito obtuviendo índices de audiencia promedio del 11,34%, y fue elogiada tanto por la crítica como por el público por su trama y actuaciones.

### Distribución internacional
Internacionalmente la serie también está dispobnible en Netflix.
| País      | Título | Cadena(s) | Fecha de emisión (horario)                               | Notas  |
| --------- | --- | --------- | -------------------------------------------------------- | ------ |
| Filipinas | The Rebel | Viu       | enero de 2017                                            |        |
| Hong Kong | The Rebel | Oh!K      | enero de 2017                                            |        |
| Indonesia | The Rebel | Oh!K      | enero de 2017                                            |        |
| Japón     | Rebel - Hero of the People Hong Gil-dong (逆賊-民の英雄 ホン･ギルドン- y/o, Gyakuzoku - min no eiyū Hon Girudon-) | KNTV      | 19 de abril de 2017 (miércoles y jueves a las 10:05 JST) | [ 34 ] |
| Malasia   | The Rebel | Oh!K      | enero de 2017                                            |        |
| Singapur  | The Rebel | Viu Oh!K  | enero de 2017                                            |        |